# Économie de l'Alsace
L'économie de l'Alsace génère 2,6 % du PIB de la France, correspondant à un PIB par habitant de 31 700 euros en 2017 . La région est relativement prospère, avec une activité économique variée. Depuis 2002, elle connaît des difficultés latentes dont témoigne la faible croissance du PIB durant toute la décennie suivante. Cependant, cette période est aussi une phase de reconversion du tissu industriel et économique, qui pose les jalons d'une croissance future davantage robuste.

## De la reconstruction aux années 1980

### International
- L'Alsace est fortement tournée vers l'international, 35 % des entreprises y ont une participation étrangère (notamment allemande, suisse, américaine, japonaise et scandinave). L'Allemagne a représenté près de 38,5 % des importations alsaciennes en 2002.

- La région affiche un taux d'ouverture plus de deux fois supérieur à la moyenne nationale, soit 46 %, derrière la Haute-Normandie[6]. La période de 2000 à 2007 a vu une augmentation considérable de la valeur des échanges de la région avec le monde, +40 % pour les exportations et +47 % pour les importations.  Après une chute brutale des échanges en 2009 liée à la crise (-17 %), la reprise économique s'est accompagnée d'une croissance des importations soutenue sur l'année 2010 (+24 % à 28,6 milliards d'euros), plus forte que celle des exportations (+15 % à 26,5 milliards d'euros). La valeur des importations a ainsi dépassé celle des exportations entraînant une nette détérioration du taux de couverture à 93 % en 2010.

## Étude sectorielle

### Secteur primaire

#### Agriculture
1. exploitations céréalières : blé, orge, maïs
2. la viticulture de Thann à Wissembourg, sur une fine bande située à la limite entre le fossé du Rhin et les collines sous-vosgiennes, principalement dans le centre de la région, entre Sélestat et Colmar, la Route des vins d'Alsace ; Toutefois, aucune vigne n'apparaît à hauteur du col de Saverne et d'Haguenau : ainsi, les vignobles de Wissembourg forment une enclave isolée.
3. agriculture de montagne.
4. quelques productions spécifiques :
  - la culture du houblon,
  - la culture du colza
  - la culture du tabac
  - la culture du chanvre,
  - la culture du chou à choucroute,
  - la culture des betteraves sucrières,
  - les cultures maraîchères

#### Exploitation du sous-sol
L'exploitation minière du chlorure de potassium (sylvinite - phosphates) qui pendant un siècle a extrait 570 millions de tonnes (treize mille salariés en 1950) a désormais son musée à côté du chevalet de la mine Rodolphe à Wittelsheim. Cette activité est arrêtée dans les années 2004.
Des gisements de pétrole ont été exploités au nord (à Pechelbronn, près de Niederbronn-les-Bains, l'un des premiers gisements au monde à avoir été exploité, en 1740), ainsi que des gisements de potasse datant de l'Oligocène près de Mulhouse. Des mines d'argent ont également été exploitées jusqu'au début de XXe siècle près de Sainte-Marie-aux-Mines. Deux gisements de houille appartenant aux bassins houillers des Vosges et du Jura sont exploités entre le XVIIIe siècle et le XIXe siècle dans le sud du Haut-Rhin ainsi que dans la vallée de Villé. Les gravières qui ponctuent le Ried conduisent à la production de 15 millions de tonnes de sable et graviers par an en Alsace. Le sable constitue une matière première en voie d'épuisement.
On trouve du lithium à 3 500 mètres de profondeur. C'est ainsi qu'une centrale géothermique profonde, comme celle de Rittershoffen permettrait de produire 1 500 tonnes de carbonate de lithium par an. L'engouement pour les voitures électriques pourrait aider à l'exploitation du lithium,.
La géothermie profonde se développe, mais la multiplication des séismes pourrait remettre en cause son déploiement dans la région. Le développement aussi bien de la géothermie profonde que des pompes à chaleur sur nappe doit mener à des réflexions sur la qualité de la nappe phréatique rhénane,.

### Secteur secondaire

#### Industrie agroalimentaire
- l'activité brassicole : les quatre grandes brasseries alsaciennes assurent la production de 60 % du volume de bière produites en France (soit près de 11 millions d'hectolitres) et emploient 1 400 salariés pour un chiffre d'affaires de 1,4 milliard d'euros[14]. L'activité brassicole en Alsace est surtout présente dans le Bas-Rhin, notamment à Schiltigheim, Obernai, Hochfelden et Saverne ;
- le chocolat et les confiseries (Masterfood à Haguenau et Steinbourg, Kraft Suchard à Strasbourg, Chocolat Schaal à Geispolsheim, Wrigley à Biesheim) ;
- la charcuterie industrielle (Stoeffler, Pierre Schmidt, Iller, Tempe, Maurer, Herta, etc.) ;
- le raffinage de sucre (Sucre Erstein) ;
- la torréfaction de café (Cafés Sati à Strasbourg) ;
- les céréales (Malteries d'Alsace, Grands Moulins de Strasbourg, Cargill) ;
- les eaux minérales et de sources (Carola à Ribeauvillé, Celtic à Niederbronn-les-Bains, Wattwiller, Lisbeth à Soultzmatt);
- les Grands Chais de France à Petersbach.

#### Textile
Aujourd'hui, le textile regroupe près de 250 entreprises soit 8000 emplois. Certaines résistent à la crise du textile que traverse l'ensemble des pays industrialisés depuis la fin des accords multifibres (2005) en développant de nouveaux matériaux (NSC Groupe, AK Filtration...). Toutefois, l'innovation n'est pas un gage de survie, comme le montrent les difficultés de DMC dont seule l'activité "fil à broder" dégage un bénéfice notable.
On observe par ailleurs une réorganisation de la filière, caractérisée par la fermeture de sites de production dans les vallées vosgiennes  et l'implantation d'usines textiles en plaine, proches des grandes voies de communication, par exemple à Marckolsheim avec Faurecia ainsi qu'à Saint-Louis. Cette réorganisation s'accompagne également d'une coopération renforcée au sein du pôle de compétitivité "fibres naturelles Grand Est" (Cf.Fibres).
Adidas est implanté en Alsace depuis 1960. Le fabricants d'équipements sportifs possédait trois usines à Dettwiller, Pfaffenhoffen et La Walck ainsi que son siège social pour la France à Landersheim. Toutes les usines de la marque aux trois bandes ont fermé au début des années 1990 mais le siège social est resté en Alsace, il est installé dans le quartier du Wacken à Strasbourg depuis avril 2018.
À noter également la présence du siège social du Coq sportif à Entzheim.

#### BTP
- Liebherr France à Colmar.
- le groupe SOPREMA et ses filiales dont Soprema Entreprises, à Strasbourg

#### Métallurgie, sidérurgie et l'industrie lourde
- L'industrie de l'automatisme (Bubendorff à Saint-Louis) ;
- La fabrication et distribution de roulements (Timken Europe à Colmar et Strasbourg) ;
- La fabrication de machines-outils (Huron à Illkirch-Graffenstaden);
- Constellium Neuf-Brisach à Biesheim;
- Sotralentz à Drulingen.

#### Secteur des transports et des biens d'équipement
- l'industrie automobile (Peugeot à Sausheim, Punch Powerglide - anciennement General Motors - à Strasbourg, Daimler-Benz et Bugatti à Molsheim, Mahle-Behr à Rouffach) ;
- secteur ferroviaire : Alstom DDF à Reichshoffen, Lohr Industrie à Duppigheim, Geismar à Colmar ;
- secteur aéronautique: Safran Landing Systems à Molsheim.

#### Chimie, pharmacie et biotechnologies
- l'industrie des sciences de la vie, dans le cadre du technopôle trinational Biovalley occupant le leadership européen de ce domaine ;
- Dupont de Nemours à Cernay;
- Dow à Drusenheim et Lauterbourg;
- Boréalis Pec Rhin à Ottmarsheim;
- Eli Lilly à Fegersheim;
- Novartis Pharma à Huningue;
- Octopharma à Lingolsheim;
- Paul Hartmann à Châtenois et Lièpvre;
- Weleda à Huningue;
- Capsugel à Colmar;
- Laboratoires BTT à Erstein;
- Thermo Fischer Scientific France à Illkirch-Graffenstaden
- Biosynex à Illkirch-Graffenstaden
- Merck Milipore à Molsheim.

#### Autres
- Kuhn, fabricant de matériel agricole à Saverne ;
- Siemens à Haguenau;
- Schaeffler à Haguenau;
- BDR Thermea à Merzwiller;
- Ricoh, informatique, à Wettolsheim;
- DNA, imprimerie, à Strasbourg;
- Nokia, télécommunications, à Mulhouse et à Illkirch-Graffenstaden ;
- Hager, installations électriques à Obernai, Saverne et Bischwiller;
- SEW-USOCOME, systèmes d'entrainement, à Haguenau et à Brumath;
- Sony, usine de Ribeauvillé, appartenant désormais au groupe Cordon Electronics ;
- Les Ateliers Réunis Caddie, fabricant de chariots de supermarché à Drusenheim ;
- Wurth à Erstein;
- Steelcase, fabricant de mobilier de bureau à Schiltigheim ;
- LANA, papeterie à Strasbourg-Robertsau ;
- Schmidt Groupe (anciennement Société alsacienne de meubles, qui regroupe notamment les marques Schmidt et Cuisinella), fabricant de cuisines et d'équipements de la maison à Sélestat et Lièpvre

### Secteur tertiaire
Le secteur tertiaire se développe beaucoup dans la région notamment dans les grandes villes telles que Strasbourg et Mulhouse.
À Strasbourg et sa communauté, il existe plusieurs parcs entièrement dédiés au tertiaire :
L'Espace Européen de l'Entreprise (Schiltigheim)
L'Aéroparc (Entzheim)
Le Valparc (Oberhausbergen)
Le Parc de la Meinau (Strasbourg)
Le Parc des Tanneries (Lingolsheim)
Et projet de Quartier d'affaires international dans le quartier du Wacken à Strasbourg-même
À Mulhouse, il y a notamment le parc tertiaire de la Mer Rouge.

#### Banques, assurances et finance
- Crédit mutuel Centre Est Europe à Strasbourg-Wacken ;
- Crédit industriel et commercial Est à Strasbourg-Wacken ;
- Crédit agricole Alsace Vosges, place de la Gare à Strasbourg ;
- Caisse d'épargne Alsace, centre Rivétoile à Strasbourg ;
- La Banque Postale, centre financier de Strasbourg, rue de la Fonderie ;
- Société générale Est à l'Espace Européen de l'Entreprise à Schiltigheim ;
- Crédit lyonnais Alsace-Lorraine, Faubourg de Saverne à Strasbourg ;
- Mutuelles du Mans Assurances à Strasbourg-Wacken ;
- Axa Alsace à Strasbourg-Neudorf.

#### Tourisme

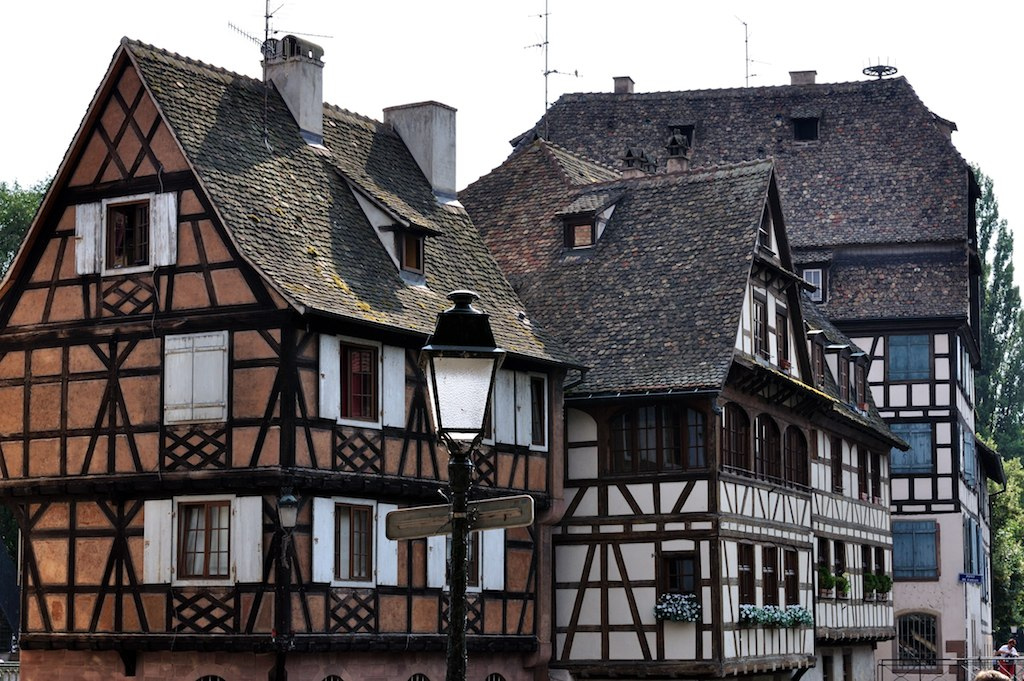
Maisons de la Petite France

En 2015, la région a accueilli 12,6 millions de touristes pour 26,4 millions de nuitées (+3 % par rapport à 2014) dont 6,7 millions dans des hôtels. La part de cette activité dans le PIB s'élève à 5,1 %, soit environ 2,5 milliards d'euros. 
Les sites majeurs sont les suivants :
- Strasbourg , ses musées et la "Petite France"; Colmar , ses musées et la "Petite Venise"; Mulhouse, ses musées, Sélestat, Wissembourg, Saverne, Haguenau, Marmoutier , etc.
- Les nombreux châteaux dont ceux du Haut-Koenigsbourg et de Lichtenberg
- Le Mont-Saint-Odile
- La route des vins, avec Molsheim, Rosheim, Obernai, Andlau, Ribeauvillé, Riquewihr , Kaysersberg, Turckheim , Eguisheim, Rouffach , Guebwiller , Thann, etc.
- La route des crêtes et le Hohneck
- Neuf-Brisach et sa fortification de Vauban
- La ligne Maginot
- Le Struthof
- l'Ecomusée d'Alsace
- Le parc de Wesserling-Ecomusée textile
- Le Grand  Ballon , le Petit Ballon et le Ballon d'Alsace

Quelques événements incontournables :
- les marchés de Noël (lors de la période de Noël et de ses marchés, l'Alsace accueille 2,7 millions de visiteurs)
- les foires
- les spectacles

### Énergie
Autrefois, on extrayait du pétrole à Pechelbronn. Cette activité est stoppée dans les années 1950. La centrale nucléaire de Fessenheim est définitivement arrêtée en juin 2020. Elle fournissait la majeure partie de l'électricité consommée en Alsace,.
Le secteur de l'énergie est principalement représenté par la production d'électricité. En 2013 l'Alsace a produit 7,9 TWh (ou milliards de kWh) d'électricité hydraulique, sans oublier le bois énergie à hauteur de 3 TWh.
La méthanisation se développe en Alsace, selon l'Agence de l'environnement et de la maîtrise de l'énergie Grand Est (ADEME Grand Est). Les petites unités sont bien acceptées, en revanche les grandes installations font l'objet de critiques (voir Biogaz : Critiques). Toujours selon l'ADEME, l'Alsace pourrait produire d'ici 2050 du gaz renouvelable en grande quantité, sous forme de biogaz et de syngaz.
En 2012 la plus grande centrale solaire photovoltaïque du nord de la France a été installée dans le Haut-Rhin, à cheval sur les communes de Staffelfelden, Feldkirch et Ungersheim. Elle est équipée de 38000 m² de panneaux photovoltaïques et la puissance électrique installée est de 5,3 MWe. Une extension à 48600 m² et 6,5 MWe est projetée pour 2014.
La société Électricité de Strasbourg est fondée en 1899. Aujourd'hui rattachée au groupe EDF, elle emploie environ 1 100 salariés et assure la distribution d’électricité auprès de 409 communes bas-rhinoises. La société Gaz de Strasbourg est fondée en 1914. Détenue majoritairement par la ville de Strasbourg, elle distribue du gaz naturel dans une centaine de communes du Bas-Rhin. En pleine crise énergétique, une erreur informatique fait perdre 60 millions d'euros à l'entreprise : elle a vendu par inadvertance de l'électricité qu'il a fallu ensuite chèrement racheter.

#### Impact climatique
La collectivité européenne d'Alsace peut « disposer de statistiques à son échelle ». Par ailleurs, énergie et effet de serre sont intimement liés. Ainsi, dans le cadre du schéma régional d'aménagement, de développement durable et d'égalité des territoires (SRADDET) du Grand Est, ATMO Grand Est tient à jour les statistiques énergétiques de la collectivité européenne d'Alsace pour l'année 2020 sous forme de diagramme de flux. Ces statistiques sont également disponibles à l'échelle de tous les établissements publics de coopération intercommunale, qu'il s'agisse de ceux du Bas-Rhin ou du Haut-Rhin.
L'énergie finale annuelle, consommée en 2022, est exprimée en térawatts-heures,.
| -                          | TWh  |
| -------------------------- | ---- |
| Électricité                | 13,4 |
| Carburants ou combustibles | 38,0 |
| Chaleur primaire           | 2,8  |

L'énergie produite en 2022 est également exprimée en térawatts-heures.
| -                          | TWh |
| -------------------------- | --- |
| Électricité                | 6,4 |
| Carburants ou combustibles | 4,4 |
| Chaleur primaire           | 2,2 |

Les gaz à effet de serre sont exprimés en kilotonnes équivalent CO2.
| -                     | ktéqCO2 |
| --------------------- | ------- |
| Liées à l'énergie     | 8 848   |
| Non liées à l'énergie | 1 734   |

#### Géothermie
L’Alsace est potentiellement propice à la géothermie profonde, en raison d'un sous-sol composé de roches fracturées situées à 5 000 mètres de profondeur où de l'eau injectée peut atteindre 200 °C, mais avec des risques de micro-séismes induits et d'entartrage des installations et de colmatage des fissures qui peuvent rendre nécessaire des techniques de fracturation hydraulique et « chimique » controversées. Un projet européen de recherche, à Soultz-sous-Forêts a visé durant 20 ans à développer une nouvelle forme de géothermie, opérationnelle depuis 2008, tandis qu'un projet suisse semblable « Deep Heat Mining Basel (en) » (forage également à 5 km de profondeur, situé près de la frontière) a été abandonné par précaution après que l'injection profonde d'eau sous pression a déclenché une série de secousses sismiques (36 petits séismes en quelques jours dont cinq ont atteint une magnitude de 2 à 2,7 sur l'échelle de Richter, les microséismes s'étant poursuivis après l'arrêt de l'injection d'eau pour atteindre une centaine d'évènements, alors que la région est connue pour son risque sismique (ville presque entièrement détruite en 1356). Le premier forage en vue d'une exploitation géothermique profonde (à 4 km de profondeur) à Vendenheim, sur le site de l'ancienne raffinerie de Reichstett, est terminé. Prometteur, il se poursuit par un second forage actuellement en cours.
Eu égard à la multiplication des projets de géothermie profonde dans la plaine d'Alsace, il y a lieu de veiller à la protection de la nappe phréatique.
La multiplication des séismes induits par l'activité humaine suscite l'ire des habitants et des élus,, en particulier à La Wantzenau, où l'eau circule sous une usine Seveso seuil haut.

#### Énergie hydroélectrique
L'Alsace est l'un des territoires de France où l'on produit le plus d'électricité issue de l'énergie hydraulique. Dix centrales hydrauliques sont en exploitation en Alsace entre Kembs (Haut-Rhin) et Iffezheim en aval de Strasbourg (Bas-Rhin), mises en service entre 1932 et 1978. Quatre centrales sont installées sur le Grand Canal d'Alsace, et les cinq autres sur des canaux successifs de dérivations du Rhin. Avec une puissance installée de 1 400 MW et une production nette d'électricité[Quand ?] d'environ 8,0 TWh/an, elle se classe dans les 4 premières régions de France. Les 8 TWh produits annuellement représentent environ la moitié de l’électricité consommée en Alsace. Dix centrales hydroélectriques d’EDF sont installées au fil de l’eau sur le Rhin, couvrant une distance de 166 km et un dénivelé de 121 m entre la frontière suisse et Lauterbourg.
Il convient de noter que la part importante de l'hydraulique en Alsace est due au fait qu'à la frontière franco-allemande, seule la France exploite l'énergie hydraulique (à l'exception du barrage hydroélectrique d'Iffezheim, qui alimente le réseau électrique allemand).

#### Interconnexions
L'interconnexion électrique avec l'Allemagne s'effectue à partir du poste du Muhlbach, sis en face de l'ancienne centrale nucléaire de Fessenheim,, mais aussi du poste de Sierentz,, d'où un échange s'effectue également avec la Suisse,.
Une interconnexion avec le réseau de gaz suisse (et indirectement italien) est en cours de réalisation à Oltingue,,.

#### Hydrogène vert
Une gigafactory  fabriquant des électrolyseurs devrait voir le jour à Aspach-Michelbach,. Une usine de production d'hydrogène vert, à partir d'électricité décarbonée, est en projet à Fessenheim, avec un réseau de distribution.

### Déchets
L'Alsace — ainsi qu' une partie de la Moselle voisine — est la dernière région de France où est encore pratiquée la consigne des bouteilles en verre pour la consommation à domicile.
Des déchets sont enfouis dans les puits de l'exploitation de pétrole de Pechelbronn. StocaMine est la seule décharge souterraine accueillant des déchets dangereux en France.

## Aspects socio-économiques

### Le chômage
Longtemps épargnée par le fléau du chômage, l'Alsace a vu celui-ci fortement augmenter, passant de 4,8 % en 2001 à plus de 8 % en 2006, pour se résorber autour de 6,2 % de la population active en 2008, avant de s'établir à 9,2 % au premier trimestre 2016. Ce taux de chômage relativement faible était dû à l'industrie (26 % des emplois) en crise désormais. L'Alsace entame dorénavant sa reconversion industrielle vers le tertiaire, notamment la recherche et les nouvelles technologies.
Cette reconversion se traduit notamment par la création d'un nouveau pôle dédié à l'image  (iconoval), qui regroupe toutes les activités de nouvelles technologies, d'image et d'audiovisuel. Ce pôle a été créé à la suite d'une étude qui a montré l'importance de ce secteur en Alsace, du nombre d'emplois qu'il représente et des atouts de la Région, siège de plusieurs organismes européens dans l'audiovisuel (Observatoire européen de l'audiovisuel, Fonds Eurimages, EPRA, ARTE, CIRCOM, etc.). Créé en 2003, il se met progressivement en place pour pouvoir mieux développer ce secteur.

### Action de l'État, des collectivités territoriales et de la CCI

#### Développement des infrastructures
- le rail: TGV, hausse du cadencement des TER, projet d'une troisième voie, etc.
- la route : GCO de Strasbourg, etc.
- les canaux
- la desserte aérienne

#### Pôles de compétitivité
- un pôle Alsace Biovalley (anciennement innovations thérapeutiques) à vocation mondiale qui concerne les sciences de la vie, les biotechnologies, la pharmacie. Ce pôle rassemble 81 entreprises dont la géographie va de Brest/Lyon à l'Allemagne et la Suisse[47].

L'Alsace est la deuxième région de France dans le domaine des biotechnologies.
- un pôle automobile du futur pour l'Alsace et la Franche Comté axé autour des constructeurs PSA Peugeot Citroën, Bugatti, FAM Automobiles, Dangel Automobiles, Lohr Industries et Alstom Transport. En 2008, le budget alloué à la R&D s'est établi à 440 millions d'euros[48].

Ce pôle automobile est le deuxième en France pour son importance après celui de la région parisienne.
- un pôle fibres naturelles Grand Est englobant la Lorraine, l'Alsace et la Franche Comté[49].

### Partenariats économiques
Partenariats économiques
- La Haute-Autriche, en Autriche
- Gyeongsangbuk-do, en Corée du Sud
- Basse-Silésie, en Pologne
- Québec, au Canada
- Jiangsu, en Chine
- Moscou, en Russie
- La Région Ouest, en Roumanie

## LogoMade in Alsace
À l'instar du mouvement produit en Bretagne, l'Alsace possède son logo Made in Alsace qui représente un A comme Alsace en forme de bretzel .